# 貪食斜杜父魚
貪食斜杜父魚，為輻鰭魚綱鮋形目杜父魚亞目杜父魚科的其中一種，為亞熱帶海水魚，分布於東太平洋美國奧勒岡州至墨西哥下加利福尼亞海域，體長可達13公分，棲息在潮間帶岩石海域，會離開潮池，直接呼吸空氣，生活習性不明。

## 擴展閱讀
維基物種上的相關：貪食斜杜父魚